# Primož Peterka
Primož Peterka (n. 28 februarie 1979, Ljubljana, Republica Socialistă Slovenia, RSF Iugoslavia) este un săritor cu schiurile ce a reprezentat Slovenia, medaliat olimpic. A participat la 3 ediții ale Jocurilor Olimpice (1998, 2002, 2006) în care a câștigat o medalie de bronz.